# Waller Ring
Der Waller Ring ist eine historische Straße in Bremen im Stadtteil Walle, Ortsteil Walle. Sie führt als Teil der westlichen Ringstraßen in West-Ost-Richtung, von der Nordstraße zum Osterfeuerberger Ring bis zum Utbremer Ring durch Findorff zum Bürgerpark. Eine Durchquerung des Parks zum östlichen Ring (Schwachhauser Ring) kann nur durch Fahrräder erfolgen.
Die Querstraßen wurden u. a. benannt als Wiedauerstraße nach einem örtlichen Familiennamen, Auf dem Pickkamp (1812) wahrscheinlich nach dem plattdeutschen Wort Pik=Pech, da hier Fichten standen, die auch als Volksname Pechbäume und im mittelniederdeutsch Pickbom hießen, Lange Reihe nach dem Volksmund Lange Riege; ansonsten siehe beim Link zu den Straßen.

## Geschichte

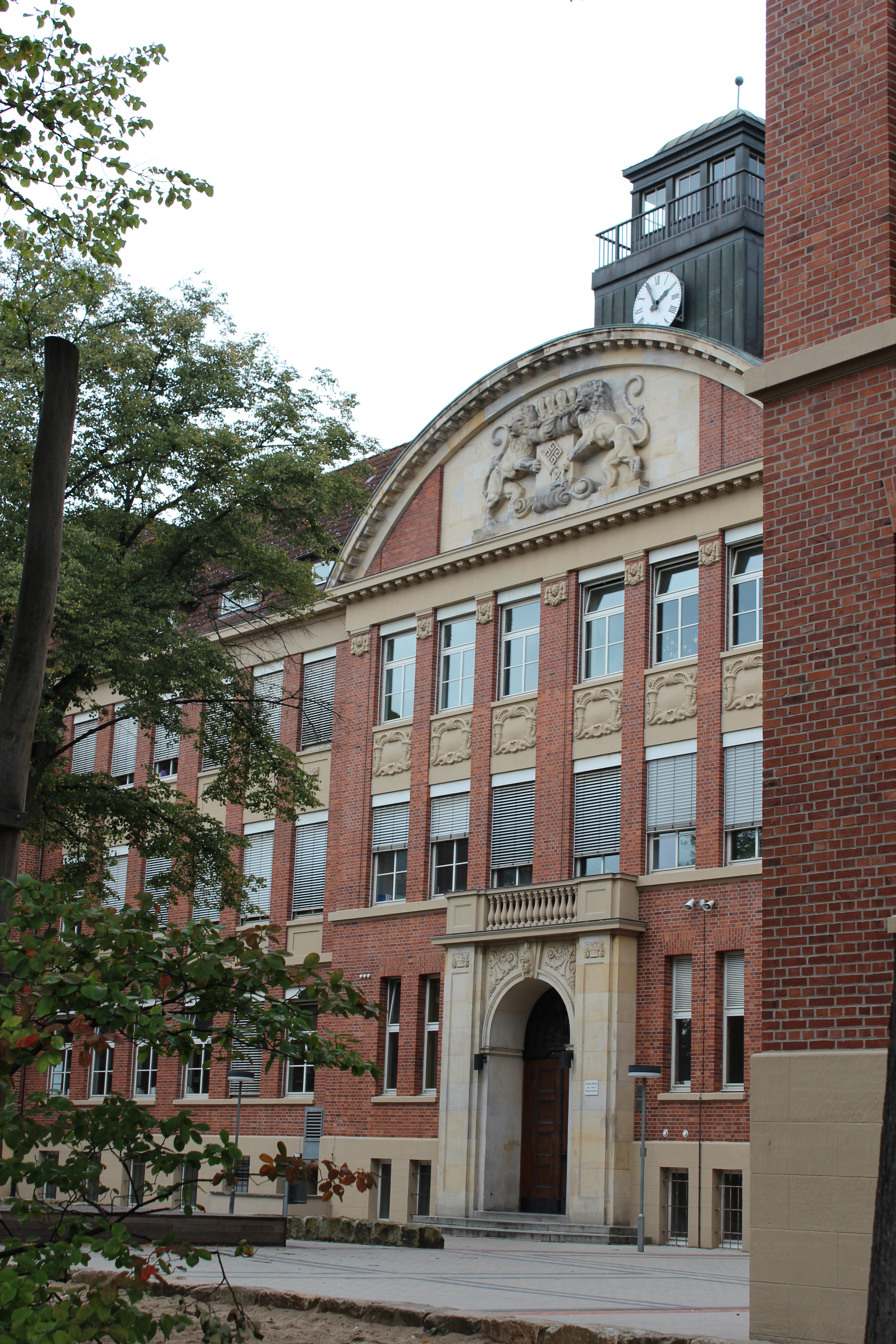
Schulzentrum Waller Ring

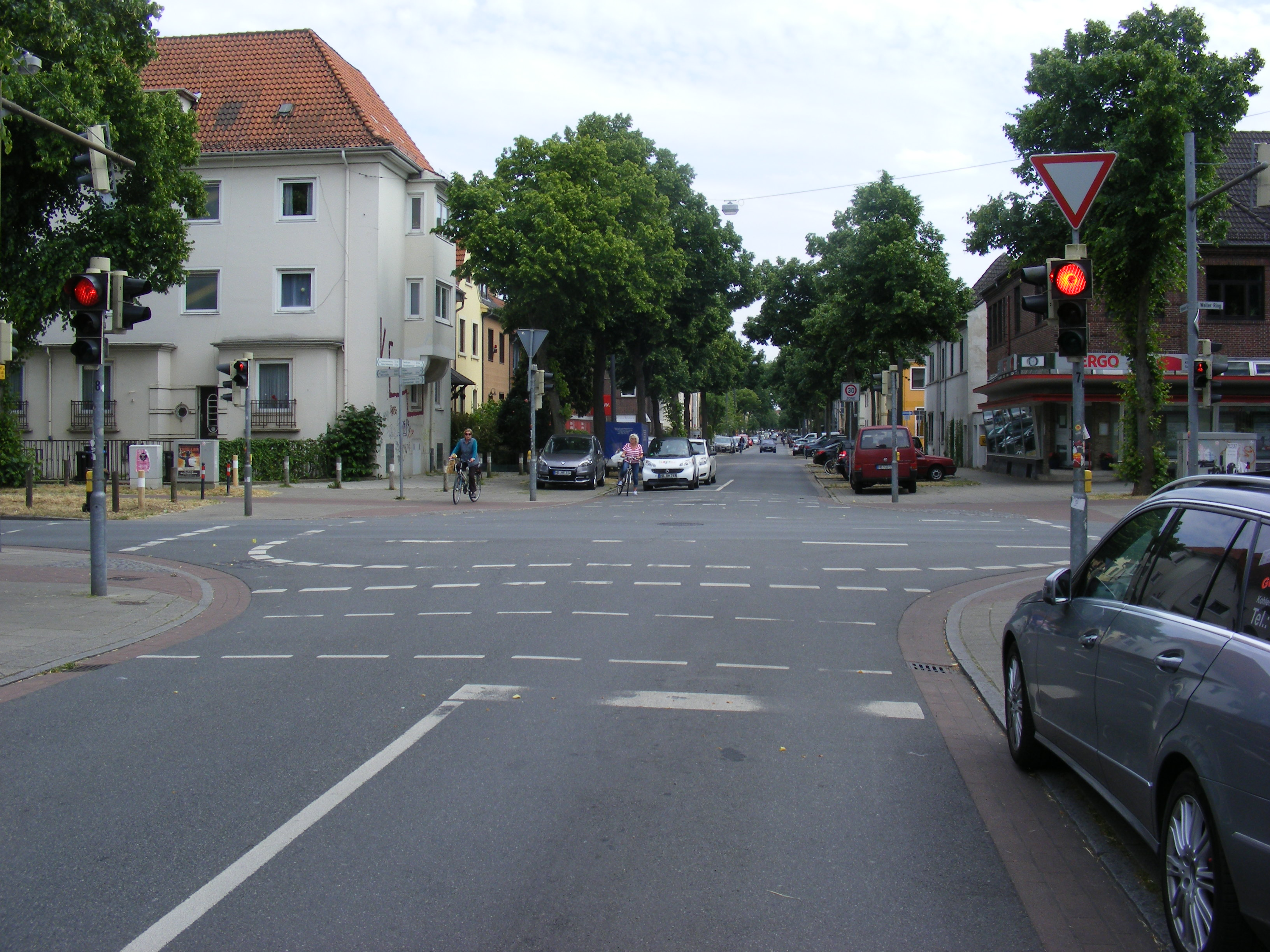
Kreuzung Vegesacker Straße und Waller Ring

### Name
Der Waller Ring wurde benannt nach dem Stadtteil Walle. Die Verkehrsplanung der 1860/70er Jahre von Baudirektor Alexander Schröder sah eine Ringstraße (Schröderring) um den Kern der Stadt vor, zu dem Waller Ring, Utbremer Ring, Schwachhauser Ring, Kirchbachstraße und Stader Straße gehörten.

### Entwicklung
1139 wurde das Dorf Walle erstmals urkundlich erwähnt.
1848 erfolgte die Eingemeindung der Feldmark Utbremen und 1885 die der Landgemeinde Walle in die Stadt Bremen. Am Waller Ring und ihren Querstraßen entstanden Wohnungen als Miets- und Reihenhäuser oft für die Fabrik- und Hafenarbeiter.

1903/05 wurde am Steffensweg/Ecke Bremerhavener Straße eine Volksschule gebaut und 1912/13 fand der Neubau der Realschule im Westen statt, der heutigen Oberschule am Waller Ring.
Nach dem Ersten Weltkrieg wurden weitere Bauten des Sozialen Wohnungsbaus errichtet. Walle und Gröpelingen waren typische Arbeitervorstädte und Hochburgen der SPD und KPD.
Bei den Luftangriffen auf Bremen wurden 1944 in Walle rund 25.000 Wohnungen zerstört. Am Waller Ring blieben eine Reihe von Wohnhäusern erhalten. Der Wiederaufbau des zerstörten Stadtteils erfolgte weitgehend in den 1960er und 1970er Jahren.
Auf der Vegesacker Straße zwischen Eisdiele und Waller Ring findet zweijährlich das Waller Fest statt.

### Verkehr
Die Straßenbahn Bremen verkehrt mit der Straßenbahnlinien 3 (Gröpelingen – Überseestadt – Domsheide – Weserwehr), 2 (Gröpelingen – Walle – Domsheide – Sebaldsbrück) und 10 (Gröpelingen – Walle – Hauptbahnhof – Sebaldsbrück), die an der Nordstraße (3) bzw. an der Waller Heerstraße den Waller Ring (2 und 10) tangieren bzw. queren.
Im Nahverkehr in Bremen verkehren auf dem Waller Ring die Buslinien 20 (Hohweg – Bf Walle – Überseestadt – Hauptbahnhof – Messe – Zentrum), 26 (Emder Straße – Utbremer Ring – Hauptbahnhof – Am Brill – Huckelriede), 28 (Walle – Findorff – Universität-Nord) und N7.
Im Regionalverkehr hält am Bahnhof Bremen-Walle auf der Bahnstrecke Wunstorf–Bremerhaven Seehafen die Regio-S-Bahn, Linie RS1 Farge – Bremen – Verden.

## Gebäude und Anlagen
An der Straße befinden sich zwei- bis viergeschossige Gebäude, die zumeist Wohnhäuser sind.
Baudenkmale
- Nr. um 33/Bremerhavener Straße 83/Steffensweg 210: drei- bis viergesch. Schulzentrum Waller Ring / Oberschule am Waller Ring von 1913 nach Plänen von Hans Ohnesorge und Hugo Weber. Der Bildhauer Rudolf Gangloff bearbeitete die Sandsteine, die Holzbildhauerarbeiten stammen von Ernst von Wachold

Erwähnenswerte Gebäude und Anlagen
- Nr. 26: Bunker am Waller Ring
- Nr. 30–42: zwei- und dreigesch. Wohnhäuser von um 1930 mit Ziegelfassaden
- Nr. 50–60: zweigesch. Wohnhäuser von um 1930 mit Ziegelfassaden
- Nr. 118–122: zweigesch. Wohnhäuser von um 1930 mit Ziegelfassaden
- Nr. 140E: dreigesch. Wohn- und Geschäftshaus als Eckhaus mit der Waller-Ring-Apotheke
- Bahnhof Walle